# 헨켈
헨켈(독일어: Henkel AG & Co. KGaA 헹켈[*])은 전 세계적인 사업망을 갖춘 독일의 종합 생활용품 업체이다. 본사는 독일 뒤셀도르프에 있으며, 프랑크푸르트 증권거래소 DAX 지수 평균을 구성하는 30대 기업의 하나이다. 주 사업분야로 세제&홈케어, 뷰티케어, 접착 테크놀러지스 등이 있다.

## 사업영역
헨켈은 다음과 같은 세 가지 사업부문으로 이루어져 있다.

### 세제&홈 케어
가정에서 쓰이는 세제와 살충제 등 청소용품들이 주를 이룬다. 자회사로 한국크로락스를 인수합병해 사명을 변경한 헨켈홈케어코리아(유)가 있다.

### 뷰티 케어
샴푸, 치약, 염색약 같은 화장품 제품과 구강관리 용품들이다.

### 접착 테크놀러지스
접착제와 밀봉제 그리고 기능성 코팅제품들을 판매한다. 자회사로 원래 헨켈 코리아를 2009년 7월에 사명을 변경한 헨켈 테크놀러지스(유)가 있다. 원래 이전까지는 헨켈 코리아 오토모티브, 럭키실리콘 등 여러 자회사들이 있었지만, 테크놀러지스가 생길 때 흡수 통합되었다.

## 브랜드
국내에 정식 판매되고 있는 브랜드들만 기술하였다.

### 세제&홈 케어
대표적인 브랜드로 헨켈의 가장 유명한 브랜드인 퍼실이 있다. 퍼실은 1907년에 최로로 출시된 자동 세탁세제이며, 이 이름은 주된 재료인 과붕산염(Perborate)과 규산염(Silicate)의 앞자리를 따서 지어졌다. 또 섬유유연제인 버넬과 주방 세제 프릴 등이 있으며, 국내의 홈키파, 홈매트, 컴배트로 잘 알려진 한국크로락스의 살충제 사업 분야를 2004년 11월에 인수하였다. 시세이도 프로페셔널이 2022년도 인수합병되었다.

### 뷰티 케어
염색약이나 샴푸 등 다양한 상품의 SYOSS와 염색약 Diosa/Freshlight 등이 있다.

### 접착 테크놀러지스
접착제인 록타이트/파텍스, 이밖에도 기업용 브랜드인 BONDERITE/TECHNOMELT 등이 있다.

## 역사

### 설립~제2차 세계 대전전

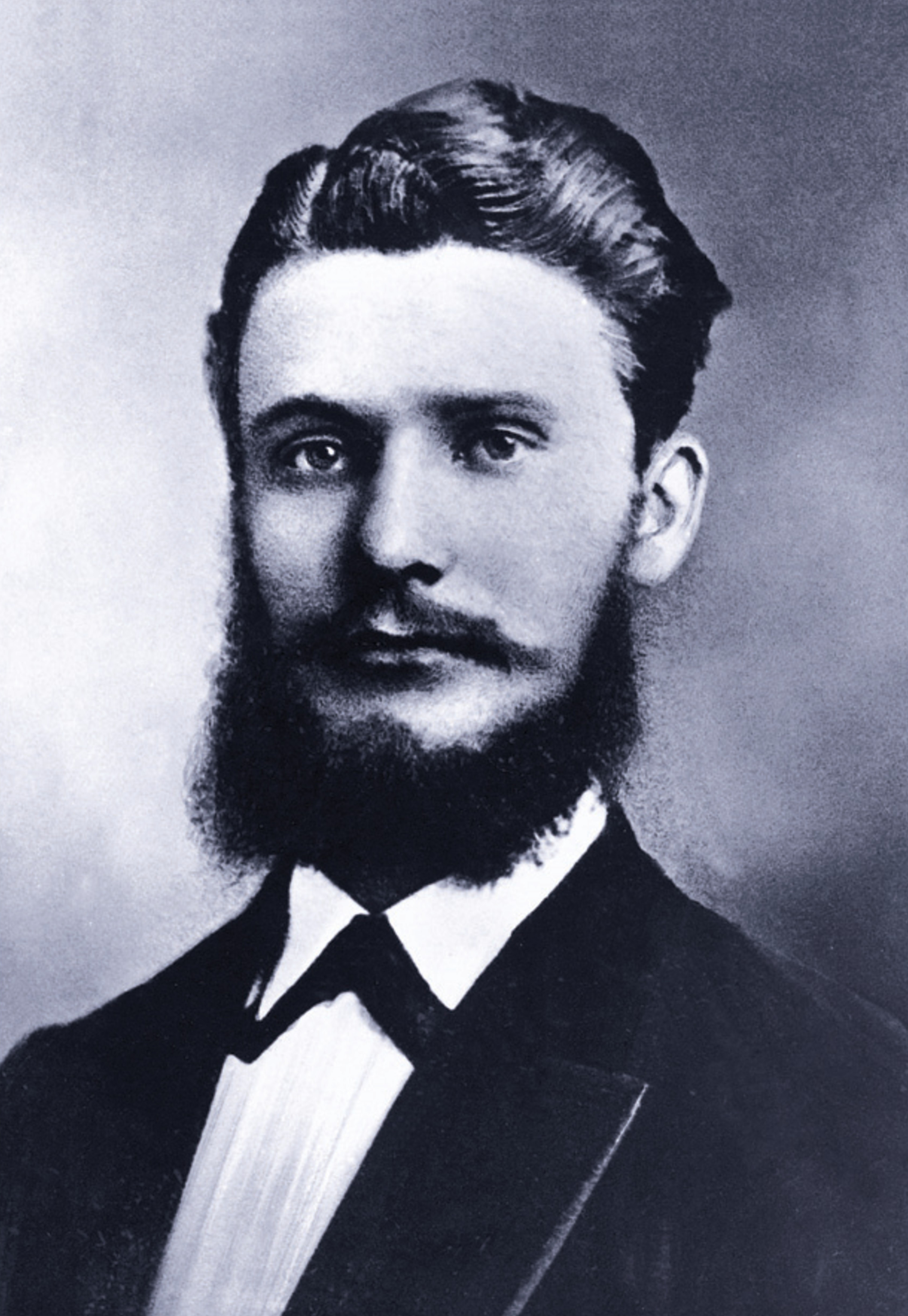
프리츠 헨켈 (1848–1930)

- 1876년 9월 26일, 28세의 프리츠 헨켈은 동업자 두명과 함께 독일 아헨(Aachen)에 헨켈& 키(Henkel &Cie)라는 회사를 설립하여 최초 제품으로 물유리(water-glass)로 만든 파우더 세제를 판매했다. 당시 무게 단위로 판매되던 다른 세제와 달리 헨켈의 이 중질 세제는 간편한 포장에 담겨 판매되었다.
- 1878년, 독일 최초의 브랜드 세제 헨켈의 ‘표백 소다(Bleich-Soda)’가 탄생했다. 물유리와 소다를 이용해 만든 표백소다는 프리츠 헨켈이 직접 연구해 개발한 상품이었다. 소다는 뒤스부르크(Duisburg)의 기업 마테스 앤 베버(Matthes &Weber)로부터 구입했다.(1917년, 헨켈은 이 회사를 인수한 뒤 1994년에 매각했다.) 또한, 효율적인 운송 연결로와 판매 기회를 활용하기 위해 헨켈은 루르(Ruhr) 지역의 관문이라 할 수 있는 라인(Rhine)강 근처 뒤셀도르프(Düsseldorf)로 회사를 옮겼다. 루르 지역은 19세기 이후 독일에서 가장 중요한 공업 단지가 되었다.
- 1879년, 프리츠 헨켈이 기업의 유일한 소유주로 등록되었다. 헨켈 표백소다 판매가 급격히 증가하면서 뒤셀도르프의 슈첸슈트라쎄(Schützenstraß)에 헨켈은 철로를 갖춘 자체 공장을 세우기로 했다.
- 1883년, 기업의 유동성을 개선하고 판매 직원들의 효율적인 활용을 위해 프리츠 헨켈은 세제와 더불어 다른 상품들도 판매하기로 결정했고 이에 따라 1884년부터 파란색 염색제 울트라마린(colorant ultramarine), 글로스 스타치, 액상 청소 용액, 청소용 포마드, 소고기 추출물, 헤어 포마드를 판매했다.
- 1884년, 원자재 공급업체에 대한 의존도를 줄이고 기업 자체의 고품질 물유리(water-glass)를 개발하기 위해서 프리츠 헨켈은 이전 제휴 업체들로부터 라인 바세르글라스파브릭(Rheinische Wasserglasfabrik)공장을 구매한 뒤 이 공장과 모든 기기 장비를 뒤셀도르프로 옮겼다.
- 1885년, 헨켈은 최초로 외국에서 열린 박람회에 참여했다. 1886년, 네덜란드 앤트워프(Antwerp)에서 열린 국제 산업 박람회에 참여하여 명예의 인증서를 수여 받았다. 또한 헨켈은 오스트리아에 최초로 해외 판매점을 열었고 이를 위해 칼 파테(Carl Pathe)가 전년도에 헨켈 대표로 비엔나를 방문했다.
- 1889년, 헨켈은 네덜란드와 스위스에서 최초로 사업 활동을 개시했다.
- 1893년, 헨켈은 영국 및 이탈리아와 최초로 사업 제휴를 맺었다. 또한 헨켈은 설립당시부터 가족경영 체제였기에 17세의 프리츠 헨켈 주니어(1875 - 1930)가 수습 사원으로 헨켈에 입사했고, 헨켈에서 판매 훈련을 마친 그는 곧 판매 분야에서 아버지의 오른팔이 되었다. 그는 헨켈의 브랜드 제품 사업을 더욱 견고하게 다졌으며 이미 성공을 거두고 있는 광고 분야를 더욱 발전시켰고 헨켈의 현장 서비스 분야를 담당했다.
- 1895년 3월 9일, 헨켈의 등록 상표에 사자 마크가 삽입됐다. 1896년 헨켈의 ‘표백 소다’ 상표가 등록됐다. 1878년 이후 헨켈의 상표명인 ‘표백-소다’와 사자 마크, 종이 포장은 헨켈의 합법적인 등록 상표이다.
- 1904년 7월 25일, 프리츠 헨켈 주니어가 헨켈의 파트너가 되었으며 헨켈은 합명 상업 회사 체제(general commercial partnership)로 전환됐다.
- 1905년 4월 25일, 프리츠 헨켈의 막내 아들, 휴고 헨켈 시니어 박사(1881 - 1952)가 화학자로 헨켈 기업에 입사했다. 그는 화학 제품 및 기술부 책임자가 된 뒤 체계적인 연구의 바탕을 마련하고 첨단 기술과 새로운 원료를 도입했다. 1908년에 그는 헨켈 기업의 연대 책임 파트너(liable partner)가 됐다.
- 1907년 6월에 세계 최초의 세탁기 전용 세제이자 최초의 자가활성세제인 퍼실(Persil)이 탄생했다. 퍼실은 출시 5년만에 19,750 톤으로 총 생산량의 40%를 차지했다.
- 1910년 헨켈은 증발 설비를 갖춘 글리세린 공장을 설립했다. 제1차 세계 대전이 발발하자 헨켈은 유럽 최대의 글리세린 생산 기업이 됐다.
- 1911년 헨켈의 최초의 기름 추출 공장이 가동되었다. 또한 새로운 판지 상자 공장과 시험용 세탁장을 건설했다.
- 1913년 1월 29일에 헨켈은 스위스 바젤-프라텔른(Basel-Pratteln)에 최초의 계열사 헨켈 &키 AG(Henkel &Cie AG)를 설립했다. 1923년까지 이 계열사는 해외에 건설한 유일한 계열사였다.
- 1916년 헨켈은 홀트하우젠에 새로운 물유리 공장을 세웠으며 이 공장은 현재까지도 운영되고 있다. 원자재 부족과 정부의 지방(fat) 규제로 인해 9월 1일부터 비누를 첨가하지 않은 산소 함유 세제인 전시(wartime) 수준의 퍼실만이 공급되었다.
- 1917년 헨켈이 메테스 앤 베버(Matthes &Weber)의 모든 주식을 인수함에 다라 뒤스브르크(Duisburg)에 위치한 이 소다 공장은 독일에서 헨켈의 첫번째 계열사가 되었다. 또한 막바지로 치달아가는 전쟁으로 인해 원자재 품귀현상이 더욱 심해졌다.
- 1918년 헨켈은 퍼실 생산을 모두 중단하고 대신 전쟁을 위한 가루 비누를 생산했다.
- 1920년 지방(fat)에 대한 정부 규제가 해제되자 헨켈은 정상적인 품질의 퍼실을 생산할 수 있게 되었다. 붉은 색 타원형 모양의 기업 마크가 처음으로 포장지에 등장했다.
- 1921년 마그데브루크(Magdeburg)와 베를린 사이에 위치한 겐딘(Genthin)에서 8월 4일 헨켈 GmbH 겐딘(Henkel GmbH Genthin) 공장 설립을 위한 주춧돌이 놓여졌다. 이로써 1920년대 독일에서 가장 근대화된 세제 공장 시설이 설립되었다. 이 공장은 1945년에 정부에게 강제 몰수 된 뒤 1949년에 GDR의 국영 기업이 되었다가 1990년에 헨켈이 다시 매입했다.
- 1922년 퍼실의 가장 유명한 광고 캐릭터인 화이트 레이디(White Lady)를 처음 도입했다.
- 1923년 1월 11일 프랑스와 벨기에 군대가 라인부근을 점령했다. 그러자 퍼실의 제품 포장에 쓰이던 접착제의 공급에 문제가 발생하였고, 문제를 해결하기 위해 헨켈은 접착제 자체 생산을 시작했다. 그 과정에서 헨켈은 접착제의 수요가 증가할 것이라고 예상했고, 6월 26일에 최초로 인근 기업에 접착제를 판매했다.
- 1930년 1월 4일 프리츠 헨켈 주니어 박사가 55세를 일기로 사망했다. 3월 1일에는 헨켈 창립자이자 상업 고문관 프리츠 헨켈 시니어가 81세를 일기로 사망했다. 이후 휴고 헨켈 박사가 헨켈의 경영직을 계승했다. 1933년 휴고 헨켈의 장남 조스트 헨켈(Jost Henkel, 1909 - 1961)박사가 헨켈 기업에 합류했다. 경제학자인 그는 1942년부터 2차 세계 대전 내내 헨켈을 이끌었다.
- 1937년에 헨켈은 오스트리아, 벨기에, 체코슬로바키아, 덴마크, 독일, 헝가리, 이탈리아, 네덜란드, 노르웨이, 폴란드, 스웨덴, 스위스 등 유럽 12개 국가에 기업을 소유하고 있었다. 전쟁 후에 이 기업들은 모두 징수당하거나 정부 기관으로 편입되었다.
- 1938년 국가 사회주의자들의 압력에 따라 휴고 헨켈 박사는 새로 설립된 고문 위원회 및 감독 위원회의 일원이 되었다. 헨켈 가족 3대가 기업의 운영권을 맡게 되었다.

### 제2차 세계 대전~현재
- 1939년 9월 1일 제2차 세계 대전 발발 직후 독일 정부는 일반 가루 세제만 사용해야 한다는 칙령을 발표했다. 이에 따라 헨켈은 퍼실 등 200여 개 이상의 제품들을 현격하게 줄이거나 재정비해야 했다. 전쟁 중 헨켈 또한 전쟁의 포화를 비켜갈 순 없었고, 수많은 공장들이 폭격을 맞았다. 또한 전쟁기간동안 외국 민간인 노예 노동자들과 전쟁포로들은 공장에서 일을 했었다. 그에 따라, 헨켈은 전쟁 후 손해 배상에서 큰 몫을 차지했다.
- 1945년 4월 16일에 미군이 헨켈의 뒤셀도르프 시설을 점령하여 1/3을 몰수했다. 6월 5일, 뒤셀도르프에 있는 영국군 지휘 본부가 미군으로부터 점령권을 인계 받았다. 7월 20일부터 영국 군정부는 제품 생산을 점차적으로 허용했다.
- 1945년 9월 20일, 헨켈의 가족 5명과 경영 위원회 및 감독 위원회의 일원 7명이 억류되었다. 1947년 11월 21일 억류된 헨켈 일원들이 기업으로 복귀했다.1948년 휴고 헨켈의 둘째 아들 콘라드 헨켈 화학 박사(1915 – 1999)가 헨켈 기업에 합류했다. 1960년대부터 그는 헨켈을 주로 독일에서 활동하는 가족 기업의 특성에서 벗어나 국제적인 기업 그룹으로 바꾸었다.
- 1954년부터 일본 내 헨켈 제품 판매권 부여를 시작으로 헨켈은 일본에서의 사업영역을 넓혀나갔다.
- 1960년 스탠다드 케미컬 프로덕트(Standard Chemical Products)를 합병한 헨켈은 미국 화학제품 시장에 진출했다. 미국 기업 로드 코퍼레이션(Lord Corporation) 으로부터 라이센스 허가를 받은 헨켈은 고무와 금속을 결합하는 접착제(브랜드: 케모실) 시장에 진출했다.1969년 세계 최초의 스틱형 접착제 프릿(Pritt)이 처음 출시되었다. 같은 해 프릿의 수출이 시작되었고 프릿은 헨켈의 가장 성공적인 글로벌 브랜드가 되었다.
- 1973년 퍼실 제조 방식이 바뀌었다. 1959년 이후 처음으로 헨켈은 퍼실이라는 이름과 개발 년도를 제품명에 사용하던 방식을 포기하고 브랜드명에 더욱 중점을 두었다.
- 1975년 헨켈(Henkel GmbH)은 주식 합자 회사 (KGaA) 및 금융 지주회사가 되었으며 70개의 자회사 및 계열사를 보유하게 되었다. 정식 합자회사가 되면서 1985년에 주식 시장에 상장될 수 있었다.
- 1980년 콘라드 헨켈 박사가 감독 위원회 및 주주 총회 위원장 직을 인계받았다. 콘라드 헨켈은 헨켈 가족 중 마지막으로 헨켈의 회장 겸 CEO가 되었다. 그의 자리는 헬멋 실러(Helmut Sihler) 박사가 이어 받았다.
- 1985년 헨켈의 주식 상장으로 헨켈 우선주가 주식 시장에서 거래되었다. 이러한 상황에서 헨켈은 최초로 전세계에 헨켈 재정 보고서를 발표했다. 1986년 6월, 처음으로 연간 주주 총회가 열렸다.
- 1990년 콘라드 헨켈(Konrad Henkel) 박사가 감독 위원회 및 주주 총회 위원장직을 헨켈 창립자의 증손자인 알프레흐트 뵈스테(Albrecht Woeste)에게 넘겨 주었다. 중부 및 동유럽의 공산주의 시대가 끝이 나면서 러시아의 침보로크노(Chimvolokno) 세제 공장의 주식 보유를 시작으로 헨켈의 동유럽 진출이 시작됐다.
- 1997년 헨켈은 록타이트 코퍼레이션의 모든 주식을 취득하고 합병했다. 록타이트를 합병한 헨켈은 전세계 접착제 시장의 선두 기업이 되었다.
- 2004년, 헨켈의 다이얼 코퍼레이션 (Dial Corporation) 인수는 헨켈 기업 역사상 최대 규모의 인수 기록이었다. 미국 일류의 세제 및 소비재 제조 업체인 다이얼의 인수로 헨켈은 북미 시장에서의 지위를 강화했다. 또한 헨켈은 헨켈이 보유한 크로락스의 지분 28.8%(대략 6140만주)와 헨켈 이베리카(Ibérica)에 대한 크로락스의 참여 지분 20%, 현금 약 21억달러를 대가로 크로락스의 신규 계열사와 소프트 스크럽, 살충제 컴배트, 홈매트, 홈키퍼 등의 사업체를 매입했다.
- 2008년 연례 주주총회 이후 헨켈은 Henkel AG &Co. KGaA로 재탄생했다.
- 2011년 조디 랩(Jyothy Laboratories)는 헨켈 인디아의 지분 51%를 구입했다.[2] 그리고 2013년 조디 랩은 헨켈 인디아를 합병했다.[3]
- 2013년 9월에 헨켈은 중국 상하이에 세계에서 가장 큰 규모의 공장을 설립했다. 이 새로운 공장은 150,000 제곱미터의 넓이의 규모이며 현재 중국 및 아시아 태평양 지역에서 산업용 접착제의 생산 부문에 있어 중심적 역할을 한다.

2010년 헨켈은 헨켈은 새 비전인 “브랜드와 테크놀러지스를 보유한 글로벌 리더”를 수립하였고 고객×직원×재무 성과×지속가능성×가족이라는 다섯 가지 가치를 중심에 놓기로 했다. 2012년에는 2016년까지의 새로운 전략과 재무 목표를 발표했다. 그것을 위한 잠재력 향상(Outperform)-성장가능성 높은 지역 주력(Globalized)-운영 효율성 지향(Simplify)-글로벌 팀 강화(Inspire)의 4가지 우선순위를 정했다.

## 경제 지표
2013년 기준이다.

### 매출
헨켈은 2013년을 기준으로 약 163억 유로의 매출을 기록했고 약 25억 유로의 영업이익을 남겼다. 2009년부터 2012년까지 135억 유로, 150억 유로, 156억 유로, 165억 유로로 증가세를 보여오던 매출액은 유로 약세의 영향으로 살짝 감소하는 모습을 보였다. 오히려 환율의 영향 및 인수, 주식 매각의 영향을 제외한 유기적 매출 성장은 상반기는 3.2%, 하반기에는 3.8%로, 전체 총3.5%의 유기적 매출 성장을 기록했다. 헨켈의 판매제품은 크게 세제&홈케어, 뷰티케어, 접착제와 같이 크게 3가지 군으로 나뉘는데 2013년을 기준으로 각각 46억 유로(매출액의 21%), 35억 유로(매출액의 28%), 81억 유로(매출액의 50%)의 매출을 기록했다. 이 중 접착제 분야에서 헨켈은 시장점유율 1위를 달리고 있다.

### 국가별 판매량
이러한 헨켈의 제품은 세계 각 국으로 판매되는데 일본·호주·뉴질랜드가 3%, 북아메리카가 18%, 서유럽이 34%, 신흥 시장(Emerging market: 동유럽, 라틴아메리카, 아프리카, 중동, 일본을 제외한 아시아)이 44%의 매출을 기록했다. 여기서 주목할 점은 신흥 시장의 헨켈의 매출에서 차지하는 비중이 갈수록 증가하고 있다는 점이다. 2008년 매출액의 37%를 차지했던 신흥 시장은 2009년에 38%, 2010년에 41%, 2011년에 42%, 2012년에 43%를 기록하며 헨켈의 주요 판매대상으로 자리매김하고 있다. 실제 헨켈은 2016년 목표로 신흥 시장에 100억 유로의 매출을 기록하는 것을 목표로 하고 있다.

### 판매 전략
헨켈의 매출에서 눈에 띄는 특징은 상위 10개 브랜드의 비중이 점점 늘어나고 있다는 점이다. 2008년도에 상위 10개 브랜드의 매출액은 전체의 37%의 불과했으나 이듬해부터 41%→ 41%→ 42%→ 44%→ 57%의 가파른 증가세를 보이고 있다. 특히 상위 10개 브랜드 중 하나인 슈바르츠코프(schwarzkopf)는 2013년을 기준으로 약 20억 유로의 매출(매출액의 약 12%)을 기록했다. 헨켈은 전체 매출액의 증가 요인 중 하나로 상위 10개 브랜드의 선전을 꼽고 있으며 2016년까지 상위 10개 브랜드의 매출 비중을 60%까지 끌어올리는 것을 목표로 하고 있다.

### R&D투자
또한 헨켈은 R&D에도 많은 관심을 기울이고 있다. 2009년에 약 3억 9600만 유로였던 R&D 지출은 2013년에 4억 1500만 유로까지 상승했다. 이는 총 지출비용에 2.6%에 해당한다. 이러한 R&D 투자 비용은 접착제에 61%, 세제&홈케어에 24%, 뷰티케어에 15%가 사용되고 있다. 현재 R&D에 종사하는 인원은 약 2600만명이며 이는 전체 직원의 5.6%에 달하는 수치이다. 2013년에 헨켈은 러시아 모스크바에 있던 기존 R&D 연구소를 증축하였으며, 대한민국 서울을 비롯해 남아프리카 요하네스버그, 아랍에미레츠 두바이, 인도 푸테에 R&D 연구소를 증축하는 등 R&D에 커다란 관심을 보이고 있다. 2013년을 기준으로 헨켈의 판매량의 45%가 3년 이내에 판매개시 되었다는 사실은 헨켈의 R&D 투자에 쏟는 관심과 그 성과를 보여주는 단적인 사례라고 할 수 있다.

### 근로자
헨켈에는 작년 2013년 기준으로 총 46850명이 고용되어 일을 하고 있다. 이러한 근로자들은 다양한 국적으로 구성되어 있다. 그 구성은 서유럽 31%, 동유럽 20%, 아시아 태평양 20%, 북아메리카 11%, 중동 10%, 라틴아메리카 8%와 같다. 이 중 52%가 접착제 분야에서, 19%가 세제&홈케어, 16%가 뷰티 케어, 나머지 13%는 기능직으로 일을 하고 있다. 업무에 따라 분류하면 48%가 생산부문에서, 32%가 판매 및 마케팅 분야에서, 14%가 경영 및 관리 부문에서, 6%가 연구 분야에서 종사하고 있다. 하지만 지난 5년간 돌아봤을 때, 헨켈에 고용된 근로자 수는 갈수록 줄어들고 있다. 2009년에 거의 50000명에 육박하던 근로자 수가 2013년까지 매년 1000명~2000명씩 줄어들었다. 이러한 추세는 앞으로도 계속될 전망이다.

### 전망
헨켈의 시가총액은 꾸준한 증가세를 보이고 있다. 2009년 146억 유로였던 시가총액이 2010년에 183억 유로, 2011년 176억 유로, 2012년 246억 유로, 2013년에 347억 유로까지 상승했다. 또한 다우존스와 SAM이 만든 우량기업 주가지수 중 하나인 다우존스지속가능경영지수(Dow Jones Sustainability Index ; DJSI)에서 7년째 가정용품 부문 1위를 차지하고 있다. 기업이 벌어들인 순이익(당기순이익)을 그 기업이 발행한 총 주식수로 나눈 값인 주당순이익(EPS) 역시 증가추세에 있어 헨켈의 전망은 밝아보인다. 현재 헨켈은 2016년까지 200억 유로의 매출 달성, 신흥 시장에서 100억 유로의 매출 달성, 주당순이익(EPS) 10% 달성을 목표로 설정하고 있다.

## 지속 가능한 발전
헨켈은 지속 가능한 개발의 중요성을 강조해왔다. 예를 들면 1959년에는 저기포성 계면 활성제 개발에 착수했고, 1992년 연간 환경 보고서를 최초로 간행했다. 또한 헨켈은 “지속 가능한 발전을 위한 세계 기업 협회(World Business Council for Sustainable Development , WBCSD)의 창립 회원이며, 2003년 UN의 국제 협약에도 참가할 뿐만 아니라 협약의 10대 원칙(인권, 노동, 환경, 반부패)을 지킨다고 약속했다. 2008년 이래로 헨켈은 ”지속 가능한 팜유를 위한 원탁(Roundtable for Sustainable Palm Oil, RSPO)의 회원이다.
2008년에도 2012년도를 목표로 지속가능성 목표를 세웠지만, 2010년 말에 달성했다. 에너지 소비는 21%, 물 사용량은 26%, 폐기물의 양 24%을 감소시켰고, 같은 기간내 산업 재해의 수 또한 29% 감소했다. 새로이 2012년에 헨켈은 "Factor 3"라는 새로운 목표를 발표했다. 이는 2030년까지 가치/생태 발자국 의 비율을 3배로 높이는 것으로, 쓰는 양은 줄이고 효율성은 높이는 것이다. 또한 이 기간동안 사고율 또한 20% 낮추는 것을 목표로 하고 있다.

### 사회적 기여
프리츠 헨켈 재단(Fritz Henkel Foundation)은 전 세계적으로 구호 및 모금활동을 펼치고 있다. 2004년 인도양의 쓰나미, 2010년의 타히티 지진, 2011년의 일본 지진, 2013년의 필리핀 태풍 등 많은 곳에서 구호활동을 했다. 2013년 총 7백 9십만 유로를 기부하였고, 2,400개 이상의 사회 기여 프로젝트로 약 1,000,000명 이상의 사람들을 지원하였다.
또한 1998년부터 MIT 이니셔티브(Make an Impact on Tomorrow Initiative)를 통해서 직원과 퇴직자들이 사회봉사활동을 하도록 돕고 있다. 1998년부터 4,000명 이상의 헨켈 직원과 퇴직자는 50 개 이상의 다른 나라에서 10,600개 이상의 프로젝트에 참여하고 있다. 헨켈 코리아도 MIT 프로젝트의 일환으로 헨켈 스마일 활동을 하고 있다.

## 헨켈 코리아
헨켈코리아는 글로벌 생활용품 및 산업용품 전문기업, 헨켈(Henkel AG & Co. KGaA)의 한국 현지 법인이다.
1989년 한국에 진출한 헨켈은 ‘브랜드와 테크놀러지를 보유한 글로벌 리더’라는 기업 비전 아래 생활용품, 산업용 및 소비자용 접착제를 비롯 자동차 산업과 일반 산업 분야에서 활용되는 각종 애플리케이션 및 방음재, 제진재, 실런트, 표면처리제 등을 취급하고 있다. 1989년 대성산업과 독일 헨켈 합작법인회사인 대성헨켈화학(현,대성C&S) 설립이 되었다. 또 1999년 자동차용 실런트를 생산하는 국내 제조회사인 홍성화학을 인수 합병하였고 2003년 11월에는 건축용 실리콘 제조업체인 럭키실리콘을 인수 합병하였다. 또한 2004년 국내에서는 홈매트, 홈키파 등 가정용 살충제로 잘 알려진 한국크로락스의 살충제 사업분야를 인수했다.
헨켈의 한국법인은 크게 '헨켈코리아'와 '헨켈홈케어코리아' 두 가지로 나뉜다. 2021년 1월 기준으로, 헨켈코리아유한회사는 김영미와 장호준이, 헨켈홈케어코리아유한회사는 김영미와 김광호가 대표이사를 맡고 있다.

### 헨켈코리아
헨켈코리아는 세계적인 생활용품 및 접착제 전문 기업인 독일의 헨켈이 100% 투자한 한국 내의 현지 법인으로 1989년 설립되었다.
헨켈코리아는 충청남도 천안시에 위치한 본점을 비롯 가산, 서울, 음성, 부산, 인천에 각 사업부서별로 위치하고 있다. 접착제, 산업용 접착제를 비롯 자동차용 특수 접착제, 소음방지제, 제진제와 금속 표면처 및 세척제, 전자 반도체용 접착제 및 실런트류 등을 생산 판매하고 있다.
헨켈코리아의 본점 및 지점은 아래와 같다.
- 본점: 충청남도 천안시 동남구 성남면 성남로 292
- 서울지점: 서울특별시 마포구 마포대로4다길 41, 1층 (마포동, 헨켈타워)
- 전자재료사업부지점: 인천 연수구 송도국제대로343번길 99
- 부산지점: 부산광역시 사하구 신산로 99 (신평동)
- 오토모티브지점: 충청북도 음성군 금왕읍 대금로 1298
- 전자재료사업부지점: 인천광역시 연수구 송도국제대로343번길 99 (송도동)

### 헨켈홈케어코리아
헨켈홈케어코리아는 1988년 설립 이후 홈키파, 홈매트, 컴배트로 유명한 가정용 살충제 및 세제 퍼실, 섬유유연제 버넬, 주방세제 프릴 등의 브랜드를 보유한 가정생활용품 회사이다.
헨켈이 2004년 11월 인수한 한국크로락스 (Clorox Korea)가 2005년 1월 사명을 변경하여 헨켈홈케어코리아가 되었다. 헨켈홈케어코리아는 경기도 안산의 생산 공장에서 제품을 생산하고 있다. 2008년 1월 1일부로 세탁세제 퍼실을 한국 내 비즈니스로 편입하였다. 또한 헨켈홈케어코리아 연구개발센터(R&D)는 헨켈그룹의 살충제부문 연구시설과 생산시설이 있는 곳이다.
- 본점: 서울특별시 강남구 테헤란로 412 (대치동)
- 지점: 경기도 안산시 단원구 갖바치로 3 (성곡동)

## 외부 평가
외부 기관에서 헨켈이 받은 평가들 중 몇 가지를 기록했다.
- 2009년, 세계적인 경제 매체인 포춘이 발표한 ‘세계에서 가장 존경받는 기업’ 순위에서 독일 기업 중 1위를 차지했다.[14]
- 2013년, 다우존스 지속가능성 지표에서 7년 연속으로 가정용품 분야에 이름을 올렸다.[15]
- 2013년, 스톡스(STOXX) 글로벌 ESG 리더 지수에서 이름을 올렸다.[16]
- 2014년, 미국의 기업윤리 연구소인 에티스피어 인스티튜드(U.S.Ethispehre Institute)의 ‘세계에서 가장 윤리적인 기업(World´s Most Ethical Companies)’ 랭킹에 7년 연속 포함됐다.[17]
- 2013년, 취리히 칸토날 뱅크에서 실시한 지속가능성 평가에서 AAA등급을 획득했다.[18]

## 팜유 사용에 관한 논쟁
헨켈은 팜유에 대해 관심을 갖고 있으며 2008년 이래로 지속 가능한 팜유를 위한 원탁(RSPO)의 회원으로 활동하고 있다. 몇몇 환경론자들은 이러한 팜유가 환경에 미치는 악영향에 대해 경고하고 있다. 환경론자들의 우려 중 가장 큰 이유는 팜유 생산을 위해 열대우림을 파괴한다는 것이다. 팜유의 생산을 위한 열대우림의 파괴는 지구 온난화뿐 아니라 자연 생태계의 균형을 파괴할 수 있다는 것이다. 실제로 팜유는 열대우림 파괴의 한 원인으로 꼽히고 있고, 무분별한 팜유 플랜테이션의 확장은 인도네시아와 말레이시아의 보르네오섬에 큰 위협이 되고 있다.

### 옹호하는 입장
최근 팜유 개발에 대한 몇가지 쟁점들이 반박되고 있다. 최근의 연구에 따르면 탄소흡수능력은 팜유농장이 열대우림보다 CO2 흡수 능력이 더 좋다고 한다. 에너지 측면에서도 팜유가 유리한데, 팜유농장의 에너지 생산량/소비량 비는 9.6이지만 유채유와 대두는 각기 3.0 및 2.5에 불과하기 때문이다. 또한 열대 동식물군은 팜유농장으로 인해 영향을 받지 않으며 새, 나비, 포유동물 및 희귀동물이 오히려 증가하고 있다고 한다. 팜유를 사용하고자 하는 기업들은 지속 가능한 팜유를 위한 원탁(Roundtable for Sustainable Palm Oil, RSPO)를 구성하고 시장에 유통되는 팜유 중 환경 파괴를 야기하지 않는 팜유에 한해 RSPO 인증서를 발급하고 있다.

### 비판하는 입장
하지만 환경론자들은 이 제도에 대해서도 비판의 목소리를 내고 있다. 이러한 인증제도는 환경을 파괴하는 팜유를 그렇지 않은 듯 둔갑시키는 눈속임에 불과하다는 것이다. 환경을 파괴하지 않는 팜유에 대한 기준이 모호하고 모든 팜유가 어디서 생산되었는지 속속들이 아는 것은 불가능하다는 것이 환경론자들의 입장이다. 환경전문가인 뮌헨 대학교(Ludwig-Maximilian-University of Munich)의 플로리안 지거트(Florian Siegert) 교수는 모든 팜유의 원천을 추적하는 것은 불가능할 것이라고 말했다. 또한 현재로선 RSPO는 성명과 기준만 있을 뿐 어떠한 강제적인 인증 절차 또한 없다.